# Ropianka
Ropianka – wieś w miejscu nieistniejącej wsi łemkowskiej w Polsce, w województwie podkarpackim, w powiecie krośnieńskim, w gminie Dukla. Leży nad potokiem Ropianką, dopływem Wilszni.
W latach 1975–1998 miejscowość administracyjnie należała do województwa krośnieńskiego.

## Historia Ropianki

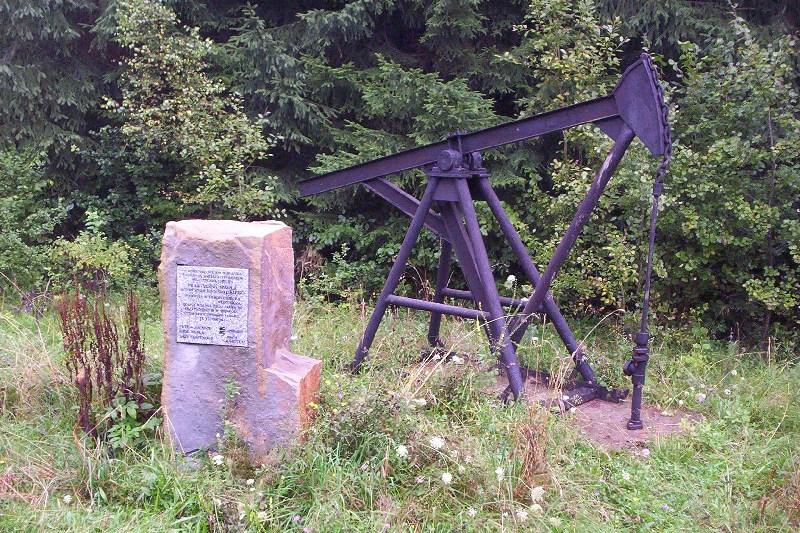
Pomnik upamiętniający szkołę wiertniczą

Wieś została założona w XVI w. przez Stadnickich z Nowego Żmigrodu. W 1581 r. było tu pięć dworzyszcz wołoskich. W 1880 r. wieś zamieszkiwało 224 mieszkańców (30 domów): 150 grekokatolików, 69 rzymskich katolików i 5 żydów. W 1938 r. we wsi 31 domów, szyby naftowe. W 1947 wieś została wysiedlona w ramach akcji „Wisła”.

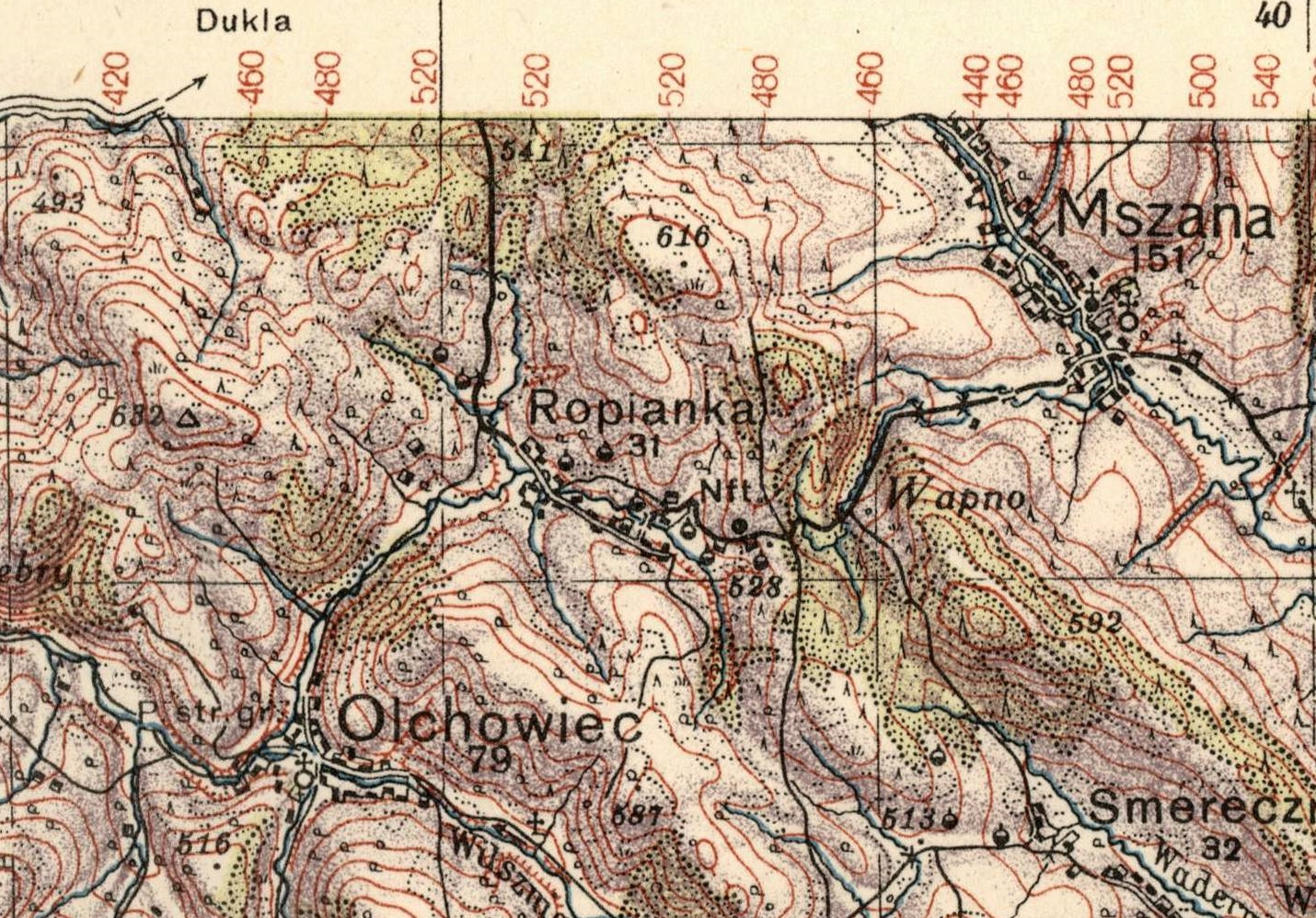
Ropianka na mapie "Jaśliska" Wojskowego Instytutu Geograficznego z 1938 roku, skala 1:100 000

W latach 1781–1782 przyrodnik Jan Krzysztof Kluk opisywał pobliskie źródła ropy naftowej. W 1866 otwarto pierwszą kopalnię ropy naftowej (udziałowcem był m.in. Ignacy Łukasiewicz), później powstały kolejne. W 1882 były tu już 63 szyby naftowe. W 1888 r. głębokość wierceń sięgała 400 m pod ziemią.
W Ropiance w latach 1885-1888 działała Praktyczna Szkoła Wiercenia Kanadyjskiego, której założycielem i kierownikiem był wynalazca, powstaniec styczniowy inż. Zenon Suszycki. Była to jedna z pierwszych na świecie zawodowych szkół  wiertniczych, kształciła specjalistów w zakresie wierceń udarowych.   W 1888 r. placówkę tę przeniesiono do Wietrzna, a przy końcu XIX w. do Borysławia. We wsi wybudowano obelisk upamiętniający pierwszą w Polsce i Europie szkołę wiertniczą.
W 1908 r. poprowadzono z Ropianki do stacji kolejowej w Targowiskach ropociąg. W 1924 r., z powodu zmniejszenia ilości wydobywanej ropy, rurociąg został rozebrany. Przed II wojną światową i w początku okupacji kierownikiem kopalni ropy był inż. por. Jan Postępski, oficer AK, który poległ otoczony przez Niemców w Iwoniczu. Kilkanaście lat po II wojnie światowej zaprzestano pozyskiwania ropy.
W Ropiance znajduje się chatka Akademickiego Klubu Turystycznego Maluch.